# Superintendencia de Seguros y Reaseguros de Panamá
La Superintendencia de Seguros y Reaseguros de Panamá es un ente del gobierno que regula la industria aseguradora panameña.  El objetivo fundamental de la Superintendencia de Seguros y Reaseguros es el de desarrollar actividades tendientes a fortalecer el crecimiento de la industria de seguros, de reaseguros y aseguradoras cautivas en general, así como controlar, regular y fiscalizar las operaciones de las mismas con el fin de brindar al sector financiero nacional e internacional servicios eficientes que rindan beneficios al país.

## Entes regulados
| Compañías de Seguros reguladas Juana |                                                     |                   |                   |                   |                        |
| N.º                                  | Nombre de la compañía                               | Ramos autorizados | Ramos autorizados | Ramos autorizados | Licencia de reaseguros |
| N.º                                  | Nombre de la compañía                               | Vida              | Seguros generales | Fianzas           | Licencia de reaseguros |
| 1                                    | ACE Seguros, S.A.                                   | x                 | x                 | x                 | x                      |
| 2                                    | Acerta Compañía de Seguros.                         | x                 | x                 | x                 |                        |
| 4                                    | Aliado Seguro, S.A.                                 | x                 | x                 | x                 |                        |
| 5                                    | Aseguradora Ancón, S.A.                             | x                 | x                 | x                 | x                      |
| 6                                    | Aseguradora Global, S.A.                            | x                 | x                 | x                 | x                      |
| 7                                    | Assa Compañía de Seguros, S A                       | x                 | x                 | x                 | x                      |
| 8                                    | Assicurazioni Generali, S.P. A.                     | x                 | x                 | x                 | x                      |
| 9                                    | Banesco Seguros, S.A.                               | x                 | x                 | x                 |                        |
| 10                                   | Cía. Internacional de Seguros                       | x                 | x                 | x                 | x                      |
| 11                                   | Del Istmo Assurance Corp                            | x                 | x                 | x                 |                        |
| 12                                   | Eastern Pacific Insurance Company, Inc.             | x                 | x                 | x                 |                        |
| 13                                   | Empresa General de Seguros, S.A.                    | x                 | x                 | x                 | x                      |
| 14                                   | HSBC Seguros (Panamá) S.A.,                         | x                 | x                 | x                 | x                      |
| 15                                   | La Floresta de Seguros y Vida, S.A.                 | x                 | x                 | x                 |                        |
| 16                                   | La Regional de Seguros, S.A.                        | x                 | x                 | x                 |                        |
| 17                                   | Mapfre Panamá, S.A.                                 | x                 | x                 | x                 | x                      |
| 18                                   | Medisalud,S.A.                                      | x                 |                   |                   |                        |
| 19                                   | Multibank Seguros, S.A                              | x                 | x                 | x                 |                        |
| 20                                   | Nacional de Seguros de Panamá y Centroamérica, S.A. | x                 | x                 | x                 |                        |
| 21                                   | Optima Compañía de Seguros, S.A.                    | x                 | x                 | x                 |                        |
| 22                                   | Pan American Life Ins. Co.                          | x                 |                   |                   |                        |
| 23                                   | Pan American Life Insurance de Panamá, S.A.         | x                 |                   |                   |                        |
| 24                                   | Sagicor Panamá                                      | x                 | x                 | x                 |                        |
| 25                                   | Seguros BBA, Corp.                                  | x                 | x                 | x                 | x                      |
| 26                                   | Seguros Confianza, S.A.                             | x                 | x                 | x                 |                        |
| 27                                   | Seguros Constitución, S.A.                          | x                 | x                 | x                 |                        |
| 28                                   | Seguros FEDPA, S.A. (Profesa)                       | x                 | x                 | x                 |                        |
| 29                                   | Seguros Suramericana, S.A.                          | x                 | x                 | x                 | x                      |
| 30                                   | Vivir Compañía de Seguros, S.A.                     | x                 |                   |                   | x                      |
| 31                                   | Worldwide Medical Assurance, Ltd, Corp.             | x                 |                   |                   | x                      |

## Normas contables
La legislación que crea la Superintendencia de Seguros y Reaseguros también regula que las compañías de seguros llevarán su contabilidad localmente y presentarán sus estados financieros con base a prácticas contables que reflejen apropiadamente la solvencia de la compañía, y los resultados en cada ramo de seguros, separadamente.  La Ley regula que la Superintendencia señalará, por medio de resoluciones, los límites y lineamientos de contabilidad necesarios para cumplir con estas disposiciones.

## Funciones y atribuciones
Entre los objetivos y las funciones de la Superintendencia de Seguros y Reaseguros están:
- Fortalecer y fomentar las condiciones propicias para el desarrollo de la industria de seguros en general.
- Inspeccionar, comprobar e investigar las operaciones comerciales y prácticas profesionales de las empresas y personas reguladas por la Ley de Seguros.
- Revisar, tramitar e investigar las solicitudes que hacen las empresas que desean dedicarse a cualquier actividad regulada por la Ley de Seguros.
- Velar por el cumplimiento de las disposiciones legales vigentes, por parte de las empresas y personas reguladas por la Ley de Seguros.
- Aplicar las sanciones que procedan de acuerdo con las disposiciones de la Ley de Seguros.
- Velar que se presenten oportunamente los documentos e informes que la Ley de Seguros disponga.
- Cuidar que las empresas y personas reguladas por la Ley de Seguros mantengan las reservas y garantías requeridas.
- Velar que las compañías de seguros establecidas o que se establezcan en el país, mantengan siempre el capital mínimo pagado requerido por la Ley de Seguros.
- Determinar y velar que las compañías de seguros cumplan con los indicadores de solvencia y liquidez requeridos, y que el capital pagado se ajuste a los requerimientos de dichos indicadores.
- Publicar periódicamente el estado de situación consolidado y las estadísticas amplias sobre el desenvolvimiento de las operaciones de las compañías de seguros en este país.
- Expedir, suspender, rehabilitar o cancelar las licencias para operar como corredores de seguros.
- Ejecutar las decisiones que adopta el Consejo Técnico de Seguros mediante resolución.